# James M. Cain
James Mallahan Cain, född 1 juli 1892 i Annapolis, Maryland, död 27 oktober 1977 i University Park, Maryland, var en amerikansk författare.
James M. Cain slog igenom med sin debutroman The Postman Always Rings Twice 1934, som filmats flera gånger. Till exempel har hans roman Double Indemnity från 1936 filmatiserats under namnet Kvinna utan samvete. Cains styrka är hans suggestiva atmosfärskildring, och förmåga att skildra trovärdiga personer. Hans noirskildringar påverkade både filmmakare och författare. Albert Camus berättade att Främlingen var påverkad av James M. Cain.